# Авраам Лемпель
Авраам (Абрахам) Лемпель (івр. אברהם למפל; 10 лютого 1936 — 4 лютого 2023) — ізраїльський вчений польсько-українського походження та один із батьків сімейства LZ77 алгоритмів стиснення даних без втрат.

## Походження та навчання
Авраам Лемпель народився 10 лютого 1936 року у Львові, Польща (нині в Україні).
Він навчався в Техніоне — ізраїльському Технологічному інститут і, де у 1963 році  здобув ступінь бакалавра. З 1965 року він — магістр, а з 1967 року — доктор технічних наук.

## Наукова діяльність
У 1977 році він обійняв звання повного професора. А.Лемпель також має почесне звання професора в Техніоні.
Його історично важливі роботи, починаються з презентації методу алгоритму LZ77 у своїй статті «Універсальний алгоритм для послідовного стиснення даних» у стандарті IEEE в рамках теорії інформації (травень 1977 року), у співавторстві з Яковом Зівом.
Він є лауреатом Золотої ювілейної премії 1998 року за технологічні інновації від Спільноти теорії інформатики Інституту інженерів з електротехніки та електроніки (IEEE Information Theory Society);.
У 2007 році він одержав Медаль IEEE Річарда Геммінга «За новаторську роботу в галузі стиснення даних, особливо за алгоритм Лемпеля-Зіва».
Авраам Лемпель заснував компанію HP Labs-Israel (HP лабораторія — Ізраїль) у 1994 році, і працював її директором до жовтня 2007 року.

## Новаторство
Алгоритми LZ77 та LZ78, авторами яких є Авраам Лемпель та Яков Зів, призвели до ряду похідних робіт, зокрема алгоритму Лемпеля–Зіва–Велча, який використовують у форматі зображення GIF, а також алгоритму ланцюга Лемпеля-Зіва-Маркова, який використовують в архіваторах 7-zip та Xz. Алгоритми також використовували без змін, як спочатку і були опубліковані, зокрема, у таких форматах, як DEFLATE та у форматі стиснення зображення PNG.

## Нагороди
У 1997 році разом Яковом Зівом був нагороджений премією Канеллакіса «За побудову найефективніших для кінцевих кодуючих систем алгоритмів стиснення без втрат LZ77».